# Anne Pouget
 (avril 2023).
Pour les articles homonymes, voir Pouget.
Anne Pouget, née Tolu le 7 décembre 1955, est une autrice française de romans historiques pour la jeunesse, d'ouvrages de vulgarisation et d'essais, chercheuse en histoire médiévale et animatrice d'ateliers d'écriture.

## Biographie
Née en Sardaigne le 7 décembre 1955, Anne Pouget, née Tolu, passe son enfance à Stiring-Wendel en Lorraine avant de poursuivre ses études en puériculture aux Hospices civils à Strasbourg et de se mettre à l’écriture.
En 1994 elle remporte le prix du roman jeunesse avec Le Fabuleux voyage de Benjamin, préfacé par Yves Duteil.
Quelques années plus tard, elle entreprend des études en histoire médiévale à la Sorbonne, où elle a passé un master spécialisé avant de commencer une thèse de doctorat. Elle est également titulaire d'un master en histoire de l'art/archéologie, obtenu à l'Institut National de l'Histoire de l'Art (INHA) Sorbonne de Paris.
Anne Pouget vit à Paris et se consacre désormais à l’écriture. Elle anime des ateliers de recherche et d'écriture depuis 2005, participe à des conférences ou des tables rondes. Passionnée d'histoire médiévale, elle a collaboré à divers travaux au Centre de recherche d'histoire et de civilisation byzantines de la Sorbonne. Elle rédigé des articles pour L'Actualité de l'histoire, Historia et Histoire junior.
Les Brumes de Montfaucon a remporté le Grand Prix du roman jeunesse (2004), décerné par le Ministère de la Jeunesse et des Sports, le prix Prix NRP de littérature jeunesse et le prix Val Cérou.

## Œuvres
Anne Pouget publie plusieurs ouvrages, notamment chez les éditeurs l’Harmattan, Le Cherche midi en littérature générale, Nathan, Casterman et Scrineo pour la jeunesse.

### Livres bilingues
- Contes du Vietnam (français-vietnamien, éditions l’Harmattan, 2002)
- Tuân et les crabes (français-vietnamien, éditions l’Harmattan, 2001)
- Les deux épreuves de Ziyad (français-arabe, éditions l’Harmattan, 2002).
- La moitié de fève (français-arabe, éditions l’Harmattan, 2001)
- L’arbre d’or (français-breton, éditions l’Harmattan, 2001)

### Documents
- Histoire du Moyen-Âge, Ve – XVe siècle (éditions de Vecchi, 2004)
- Voyage au pays des croisades (L’Harmattan, 1999)
- Navires et navigation aux XIVe et XVe siècles (éditions l’Harmattan)
- J'imprime pas (Le Cherche-midi, 2009).
- Le pourquoi des choses tome 1 (Le Cherche midi, 2006)
- Le pourquoi des choses tome 2 (Le Cherche midi, 2007)
- Le pourquoi des choses, tome 1 et 2 (Le livre de poche, 2009)
- Le pourquoi des choses tome 3 (Le Cherche midi, 2010)
- Le pourquoi des choses tome 4 (Le Cherche midi, 2011)
- Le grand Livre des pourquoi (Le Cherche midi, 2013)
- Pour ma maman, poésies et citations choisies  (Le Cherche midi, 2016)
- A la recherche du tombeau perdu (en collaboration avec Pierre Malinowski) (Le Cherche midi, 2020)
- Les 200 meilleures ruses et tactiques de guerre depuis l'Antiquité à nos jours (Pierre de Taillac, 2021)

### Jeunesse
- Le fabuleux voyage de Benjamin (éditions Marc-Aurèle, 1994)
- Gaïa ou la création de la terre (éditions Marc-Aurèle, 1995)
- Le pêcheur de perles (L’Harmattan, 2003)
- Les Brumes de Montfaucon (Casterman, Feeling, 2005); traduction allemande VerboteneFreundschaft (éditions VerlagUrachhaus) Sélection de l’Éducation Nationale.
- Les Énigmes du vampire (Casterman, 2006, 2014)
- Les 7 merveilles du monde (Nathan, 2008, 2011)
- Inch’Allah, si Dieu le veut (Casterman, 2010- 2018) Sélection de l’Éducation Nationale.
- Gli anni della speranza (éditions Arkadia, Italie, 2010)
- Les derniers jeux de Pompéi (Casterman, 2011, 2013) - Sélection de l’Éducation Nationale.
- Le mystère des pierres (Casterman, 2011)[8]
- Les explorateurs (Casterman, 2012) - traduction coréenne, 2016
- Quelle épique époque opaque (Casterman, 2013)
- Par delà l'horizon, l'enfance de Christophe Colomb, Casterman, 2013[9]
- La porteuse de mots (Casterman, 2014)
- Ma vie de Monstre (Scrinéo, 2018), un roman historique inspiré de la vie des Consalvès, première famille connue atteinte d'hypertrichose, plus connus sous le nom de "La Belle et la Bête"
- L'énigme Christophe Colomb (Scrinéo, 2019).
- L'horloge à l'envers - T.1 Le diable Noir (Scrinéo, 2021)
- L'horloge à l'envers - T.2 La pierre de folie (Scrinéo, 2021)
- Togo, chien de traineau (Casterman, 2023)
- Lisette, cheval indomptable (Casterman, 2023)
- Laïka, chienne cosmonaute (Casterman, 2024)

### Œuvres récompensées
- 1994 : Prix du roman jeunesse, Le Fabuleux voyage de Benjamin, Marc-Aurèle.[réf. nécessaire]
- 2004 : Grand Prix du roman jeunesse, Les Brumes de Montfaucon, Casterman[7].
- 2006 : Les Brumes de Montfaucon, Casterman
  - Prix NRP de littérature jeunesse[7].
  - Prix Val Cérou sur l'univers Médiéval[7].
  - Prix de la ville d'Aumale[réf. nécessaire]
- 2009 : Premio del municipio della citta di Escalaplano, Gli anni della speranza[réf. nécessaire].
- 2011 : Prix Fulbert de Chartres, Le mystère des pierres, Casterman[7].
- 2014 : Prix des collégiens - biennale de l'histoire Pontivy, Les derniers jeux de Pompéi, Casterman[réf. nécessaire].
- 2016 : Prix ruralivres La porteuse de mots, Casterman[réf. nécessaire];
- 2023 : Prix du roman jeunesse de la Ville du Touquet Lisette, cheval indomptable, Casterman[réf. nécessaire].
- 2023 : Prix de la Centrale Canine section jeunesse, Togo chien de traineau, Casterman[réf. nécessaire].
- 2024 : Prix Lire et choisir, L'horloge à l'envers, Scrinéo.[réf. nécessaire]